# Зейфарт, Густав
Гу́став Зе́йфарт (нем. Gustaf Seyffarth; 13 июля 1796, Ибигау, курфюршество Саксония — 17 ноября 1885, Манхэттен, Нью-Йорк) — немецко-американский археолог, египтолог и историк, педагог.

## Биография
Зейфарт родился 13 июля 1796 года в деревне Ибигау (ныне в черте города Ибигау-Варенбрюк) в семье лютеранского пастора Трауготта Августа Зейфарта (1762–1831). В 14 лет он поступил в Саксонскую гимназию Санкт-Афра рядом с Дрезденом, которую окончил с отличием. Затем Зейфарт изучал теологию и филологию в Лейпцигском университете, получив докторскую степень в 1823 году. Из его диссертации «De pronundatione vocalium Graecorum» позднее выросло обширное сочинение «De sonis literarum Graecorum» (Лейпциг, 1824). После смерти Фридриха Шпона Зейфарт стал продолжать его работу «De lingua et literis veterum Aegyptiorum» (Лейпциг, 1825—1831). Одновременно появились «Rudimenta hieroglyphyces» (Лейпциг, 1826). 
В 1825 году Зейфарт стал профессором философии, а в 1830 году профессором археологии Лейпцигского университета, занимая эту должность до 1855 года. В 1840 году по его инициативе был куплен саркофаг, который впоследствии стал центральным экспонатом будущего Египетского музея при Лейпцигском университете. В 1846 году Зейфарт стал членом Саксонской академии наук. В 1856 году он переехал в США, где стал профессором церковной истории и археологии в колледже Конкордия в Сент-Луисе. С 1859 года он проживал в Нью-Йорке, где проводил исследования в библиотеке Астора.
Зейфарт серьезно изучал египтологию, но ошибочно полагал, что иероглифические знаки, за редким исключением, были чистыми фонемами. Его метод расшифровки иероглифов коренным образом отличался от метода Жана-Франсуа Шампольона: по теории Зейфарта каждый иероглиф означает согласные звуки, которые заключаются в самом названии этого иероглифа. Из научного путешествия по южной Германии, Италии, Франции, Англии и Голландии Зейфарт привёз до 10000 снимков, слепков, списков и копий с египетских памятников и коптских рукописей.
Густав Зейфарт умер в Нью-Йорке 17 ноября 1885 года в возрасте 89 лет.